# Антал (цар)
Антал (бл. 500 —після 548) — володар берберської держави Хафси.

## Життєпис
Син Гуенфана, вождя племені флексеніїв (одним з племен маврусіїв) в Бізацені. Народився близько 500 року. В 515 році перейняв владу. Вперше письмово згаданий у зв'язку з боротьбою проти Гільдеріка, короля вандалів. Антал очолив повстання в Бізацені близько 528 року. Війська Антала оволоділи землями до Капси (Гафса). Прокопій Кесарійський повідомляв, що вандали були розбиті вождем маврусіїв Бізацени. У вирішальній битві біля Капси 530 року війська вандалів на чолі із Гоамером були розбиті і після цього вандали повалили Гільдеріка і поставили на його місце Гелімера.
Під час Вандальської війни 533—534 років Антал надав допомогу візантійцям на чолі із Велізарієм, сприявши руйнуванню Королівства вандалів і аланів. Натомість вимагав визнання себе володарем Капси (Хафси) зі статусом федерата, що й отримав. В подальшому боровся з Куциною, вождем маврусіїв Нумідії, чому сприяли візантійці.
Втім подальша діяльність візантійських префектів, спрямована на відновлення правових і господарських відносин часів Римської імперії викликала невдоволення Антала. У 543 році візантійці підступно вбили брата останнього — Гуарізіла. 544 року дукс Сергій стратив послів племені лефава з Триполітанії. Також було припинено сплату субсидії Анталу. В результаті почалося повстання берберів, до якого доєднався Антал. Того ж року в битві при Кіліумі Антал в союзі з іншими берберами завдав поразки преторіанському префекту Соломону, який загинув. Проте не бажаючи продовження війни Антал написав листа імператорові Юстиніану I, вказуючи на провину Соломона у війні проти берберів та прохання відкликати Сергія, якого було призначено преторіанським префектом. Але отримав відмову.
У 545 році Антал вступив в союз зі Стотзою, володарем Мавро-римського царства. Антал хистрістю зумів захопити важливе місто Гадрумет. Але у 545 році магістр війська Іоанн у битві при Фації завдав поразки армії Стотзи. В битві загинули обидва полководця.
Антал продовжував боротьбу, уклавши союз з Ябдою, царем Авреса, і Куциною, вождем Хребта. Разом вони підійшли до Карфагену. 546 року Антал і Ябда зв'язалися з вандалом Гонтаріком, дуксом Нумідії, який влаштував заколот в Карфагені, стративши преторіанського префекта Ареобінда. Але відмовився передати владу в місті берберам. В результаті Антал відступив до власних володінь. Тут намагався укласти союз з Маркенцієм, дуксом Бізацени, що втік на о. Джерба. Втім Гонтарік відправив проти Антала військо на чолі із Артабаном, який перетягнув на свій бік Куцину. Антал зазнав поразки. Невдовзі Артабан повалив Гонтаріка, відновивши владу імператора в Карфагені. Того ж року до Африки прибув новий магістр Іоанн Трогліта.
Спроби Антала відновити мир з Візантією було відкинуто. У 547 році у битві при Марті спільно з племенами левафа завдав поразки Трогліті. Невдовзі зазнав поразки у битві при Суфетули. Зрештою у вирішальній битві на Катонових полях (поблизу Утіки) 548 року Антал та його союзник Каркасан зазнали ніщивної поразки, в якій останній загинув. Ймовірно Антал також невдовзі помер або його було вбито. Держава Антала припинила існування з його смертю.